# Teas
Teas is een bestuurslaag in het regentschap Timor Tengah Selatan van de provincie Oost-Nusa Tenggara, Indonesië. Teas telt 2381 inwoners (volkstelling 2010).